# Thierry Aymès
Pour les articles homonymes, voir Aymès.
Pour le gymnaste français, voir Thierry Aymes.
 (novembre 2020).
Si vous disposez d'ouvrages ou d'articles de référence ou si vous connaissez des sites web de qualité traitant du thème abordé ici, merci de compléter l'article en donnant les références utiles à sa vérifiabilité et en les liant à la section « Notes et références ».
Thierry Aymès est un philosophe, psychanalyste, écrivain, auteur, compositeur, interprète et arrangeur français né à Avignon le 24 janvier 1961.

## Biographie
C'est au cours de sa troisième année d'études qu'il fait la rencontre de Jean Musy. Avec lui, il enregistre un album, J'ai choisi l'humour, distribué par Ariola Records. À cette occasion, il travaille avec l'équipe de Michel Jonasz au sein de laquelle se trouve le batteur Manu Katché. 
En 1987, il coécrit la musique pour Philippe Lavil aux côtés de Claude Samard de Fragile Sarah, face B du single Kolé Séré.
En 1992, il compose tous les titres de l'album La la la de Jadice Hölsen sous le pseudonyme de Théo M.S.alias Lili Frikh (poète et peintre) et les co-orchestre avec Jean-Claude Vannier. L'album obtient trois étoiles dans Télérama et la mention « le Choc de la musique » dans la revue Le Monde de la musique.[réf. nécessaire]
En 1997, Thierry Aymès écrit son premier ouvrage : Vous êtes philosophe sans le savoir (Éditions 3 Fontaines).
En 2003, il produit un album d'électro-jazz dont il est l'auteur, le compositeur, le chanteur, l'arrangeur et le coproducteur : Monday Evening est distribué par le label Nextmusic. Pour ce faire, il s'entoure de musiciens d'envergure internationale comme Louis Winsberg (guitariste), Dominique di Piazza (bassiste), Magic Malik (flûtiste), Alexandre Tassel (bugliste), Xavier Richardeau (saxophoniste), Guillaume Naturel (saxophoniste), Fabien Mary (trompettiste) et Pierre Diaz (saxophoniste).
En 2004, après s'être remis aux études à Université Paris-Est-Créteil-Val-de-Marne, il obtient un Mastère en philosophie sous la direction de la phénoménologie Éliane Escoubas.
En 2005, il crée une première clef USB en forme de croix chrétienne, la « Holikey ». En bois d'olivier, elle est préchargée de la Bible de Louis Segond, d'un logiciel d'étude biblique et du Notre Père en araméen (MP3). France 3 télévision lui consacre un reportage en 2007.
En 2008, il propose la première clef USB provençale. Elle est également en bois d'olivier et compte en pré-chargement des photographies régionales, des chants provençaux et des poèmes provençaux accompagnés de leurs traductions en français. 
En 2008, avec  Philosong, il invente une méthode (sous forme de CD) permettant aux élèves de Terminales de réviser leur programme de philosophie en apprenant par cœur des chansons rap, funk, jazz, reggae, techno etc.
Le 19 novembre 2008, à l'occasion de la journée mondiale de la philosophie organisée à l'UNESCO (Paris), il présente une autre innovation qui a pour nom Philoscène, un spectacle de philosophie par des sketchs humoristiques, et un extrait du CD Philosong clôt la manifestation le jour suivant[pertinence contestée].
En 2010, il intervient dans la Maison Centrale d'Arles (peines longues durées) à raison d'une fois par semaine et travaillera également au Centre de détention de Salon-de-Provence au même rythme.[réf. nécessaire]
En décembre 2012, il démissionne de l’Éducation nationale et s'installe en tant que psychanalyste en janvier 2013 dans la région de Saint-Rémy-de-Provence.
Le 12 septembre 2013, les éditions de l'Opportun publient son livre La philo en 50 chansons distribué par Le Seuil.
En octobre 2014, il travaille en tant qu'animateur à l'EHPAD de Bédarrides (Vaucluse). Cette expérience dure neuf mois et donne naissance à un ouvrage : Sous la mémoire, publié aux Editions de l'Harmattan et préfacé par Jean-Yves Leloup. L'exploitation du livre se fait au bénéfice exclusif des personnes âgées dépendantes touchées principalement par la maladie d'Alzheimer.
Toujours en 2014, il crée un nouveau concept de popularisation de la philosophie en créant le premier « karaoké-philo » dont l'objectif est de faire apparaître la matière philosophique sédimentée dans les lignes des chansons de variétés les plus anodines.
En octobre-novembre 2018, il publie Textes en graines et L'acte de penser (préfacé par Lili Frikh) aux Editions l'Harmattan.
En janvier 2020 il signe avec les Editions Prem'edit pour son ouvrage intitulé À l'ombre de midi (Littérature contemporaine).

## Discographie
- J'ai choisi l'humour (Ariola/33 tours/1985)
- Dis, je t'aime (Ariola/45 tours/1985)
- Verre de lait (Ariola/45 tours/1986)
- Je n'suis qu'un détail (BMG-RCA/45 tours/1987)
- Fragile Sarah, co-composition avec Claude Sammard de la face B de Kolé Séré (45 tours/1987)
- Tous les mecs sont lookés (BMG-RCA/45 tours/1988)
- Les jours où tu viens (Vogue/45 tours/1990)
- Lalala (Phonogram/CD/1992) : Aymès signe toutes les musiques de cet album de Jadice Hölsen, alias Lili Frik.
- Monday Evening (Nextmusic/Disque de jazz-électro/CD/2002)
- Philosong, Volume 1 (Les Indépendants/CD/2007)
- Je veux que tu m'aimes (Chrisal Music/fichier numérique/2010)
- À voix Basse (Zimbalam/fichier numérique/2011)
- Phil it! (2019)
- To Romy 82 (2023)